# Phục bích tại Gruzia
Phục bích (tiếng Trung: 復辟), còn được phiên âm là phục tích hay phục tịch, nghĩa đen là "khôi phục ngôi vua" là trường hợp một quân chủ đã từ nhiệm hoặc đã bị phế truất hay từng bị lật đổ bởi các cuộc cách mạng và đảo chính trong nước, thậm chí phải lưu vong do nạn ngoại xâm nhưng sau đó khôi phục lại được ngôi vị của mình. Dưới đây liệt kê những cuộc phục bích tại Gruzia.

## Công quốc Iberylia
- Nerse (tại vị:760-772, phục vị:775-780)

Năm 772, Nerse được Caliph Abu Ja'far Abdallah ibn Muhammad Al-Mansur triệu tập đến Baghdad và bị tống vào tù. Năm 775, Abu Abdallah Muhammad ibn Abdallah al-Mansur lên ngôi Caliph, đã quyết định thả Nerse về nước.

## Đế quốc Gruzia

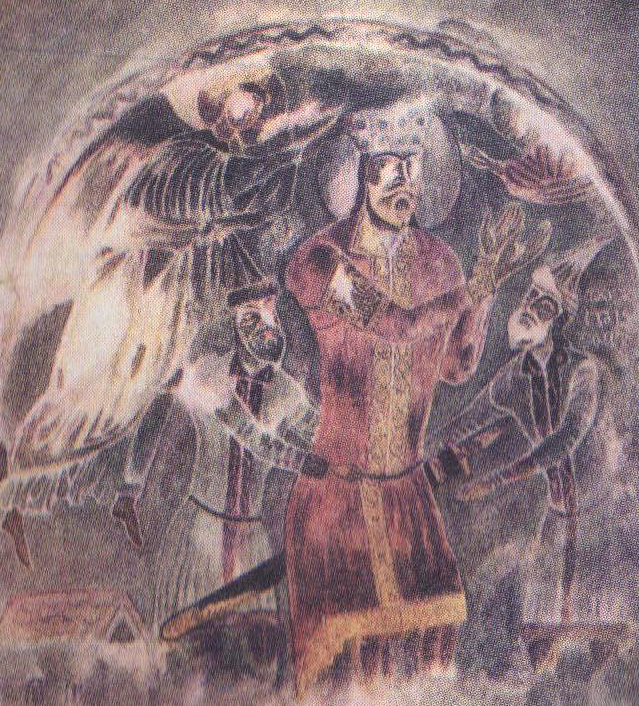
Demetrius I

- Demetrius I (tại vị:1125-1154, phục vị:1155-1156)

Năm 1154, lo sợ rằng vua cha Demetrius I sẽ biến đứa con trai nhỏ của mình là George III trở thành người thừa kế ngai vàng, David V đã cố gắng nổi dậy phản đối. Cuối cùng, ông ta đã giành chiến thắng, buộc cha mình phải thoái vị và David V trở thành vua, Demetrius I bị ép trở thành một tu sĩ với cái tên Damian (Damianus). David V cai trị trong sáu tháng và bị sát hại bởi các quý tộc thân cận nhất là: Sumbat và Ivane Orbeli, những người đã thực hiện một thỏa thuận bí mật với George III, em trai của David V. Demetrius I quay trở lại làm vua vào năm 1155, tuy nhiên ông ốm chết chỉ một năm sau đó, George III lên ngôi kế nghiệp.
- David VIII (tại vị:1292-1299, phục vị:1308-1311)

Năm 1299, Mahmud Ghazan của Ilkhanate tuyên bố phế truất David VIII, đồng thời bổ nhiệm em trai của ông là Giorgi V làm vua Gruzia. Việc này phải nói từ năm 1295, lúc đó David VIII đã ủng hộ Baidu Khan trong một cuộc xung đột nội bộ ở Ilkhanate, nhưng Baidu Khan đã bị giết và Mahmud Ghazan trở thành Khan mới tại đây. Mahmud Ghazan ra lệnh cho nhà vua Gruzia phải đến thủ đô Tabriz, nhớ về số phận của cha mình ngày trước là Demetrius II từng bị chặt đầu tại Movakan, David VIII từ chối tuân thủ và bắt đầu chuẩn bị cho chiến tranh. Mahmud Ghazan đã đáp trả bằng một cuộc trừng phạt, quân Ilkhanate tràn sang tàn phá đất nước Gruzia, được hỗ trợ bởi người Mông Cổ, người Ossetes tấn công tỉnh Shida Kartli và chiếm hẻm núi sông Liakhvi. David VIII cố thủ trong núi Mtiuleti và đánh bại một lực lượng Mông Cổ lớn trong một đội du kích tuyệt vọng chiến đấu tại Tsikare, trong lúc đó người Mông Cổ lập Giorgi V lên ngôi tại thủ đô, còn David VIII vẫn tiếp tục cuộc trường kỳ kháng chiến của mình. Mặc dù được hỗ trợ bởi lực lượng Mông Cổ, sức mạnh của Giorgi V cũng không thể mở rộng ra khỏi thủ đô của Gruzia nên Mahmud Ghazan đã thay thế ông ta bằng một người anh em khác, Vakhtang III, vào năm 1302. Nhà vua mới lãnh đạo một đội quân Mông Cổ chống lại David VIII, nhưng vẫn xâm nhập được sâu vào các tỉnh miền núi phần lớn do phiến quân nắm giữ, sau nhiều năm chiến tranh dai dẳng, kết quả một thỏa thuận ngừng bắn đã được đàm phán. Năm 1307, David VIII được công nhận là có chủ quyền chung với anh trai Vakhtang III và nhận được phong chức công tước Alastani ở tỉnh miền nam Javakheti, cho đến năm 1308 khi Vakhtang III chết, David VIII chính thức phục bích trở thành vị vua duy nhất tại Gruzia.
- George V the Brilliant (tại vị:1299-1302, phục vị:1314-1346)

Năm 1302, George V the Brilliant bị Mahmud Ghazan phế truất bởi năng lực làm việc kém cỏi, người lên thay thế là Vakhtang III. Mặc dù được sự hậu thuẫn của quân Mông Cổ, nhưng Vakhtang III cũng không hơn gì trong cuộc chiến đấu với David VIII, kết quả họ ký hòa ước chấp nhận đồng cai trị vào năm 1307. Năm 1308, Vakhtang III chết, David VIII một mình thống trị Gruzia cho đến lúc băng hà vào năm 1311, con trai là George VI tiếp nhiệm. George V the Brilliant trở thành nhiếp chính cho cháu mình, bởi cả hai người anh trai đều không còn trên thế gian, và đến năm 1314 cũng qua đời không rõ nguyên nhân, ông nghiễm nhiên đăng cơ lần thứ hai một cách hợp tình hợp lý.
- Bagrat V đại đế (tại vị:1360-1386, phục vị:1392-1393)

Vào cuối mùa thu năm 1386, một đội quân khổng lồ của Timur đã tấn công Georgia, Tbilisi bị bao vây và chiếm ngày 22 tháng 11 sau một cuộc chiến khốc liệt, Bagrat V đại đế cùng gia đình ông bị cầm tù. Lợi dụng thảm họa này, công tước chư hầu hoàng gia Alexander I xứ Imereti tuyên bố mình là một người cai trị độc lập, ông ta lên ngôi vua Imereti tại Tu viện Gelati năm 1387. Để đảm bảo việc phục tịch của mình, Bagrat V đại đế quyết định chấp nhận chuyển đổi từ Cơ đốc giáo chính thống và trở thành người Hồi giáo, Timur đồng ý giải thoát Bagrat V đại đế và đưa ông cùng với quân đội 20.000 người Mông Cổ trở về Georgia. Tuy nhiên, với sự trợ giúp bí mật từ George VII, con trai ông, George VII đã tiêu diệt hoàn toàn một đội quân Mông Cổ, qua đó giải thoát nhà vua. Bagrat V đại đế tổ chức lực lượng chống phá Alexander I, tuy Alexander I đã thành công trong việc chiếm giữ một số pháo đài ở Imereti, nhưng Kutaisi vẫn nằm ngoài tầm kiểm soát của ông ta. Năm 1389, Alexander I qua đời, anh trai là George I kế tục sự nghiệp. Không giống như người tiền nhiệm, George I ban đầu thích nhiều thành công hơn trong việc củng cố quyền lực của mình đối với Imereti, nhiều pháo đài đã bị tịch thu từ những người trung thành của Bagrat V đại đế và người được bảo hộ của ông này. Năm 1392, George I lãnh đạo quân đội của mình để khuất phục Vameq I Dadiani (Công tước xứ Mingrelia), nhưng ông này đã phải chịu thất bại nặng nề và bị giết chết chiến trường. Bagrat V đại đế nhân cơ hội trung hưng cơ nghiệp, tung quân ồ ạt chiếm đóng Imereti, tái hợp nó với Vương quốc Georgia, tuy nhiên chỉ một năm sau thì ông mất.

## Vương quốcKarthli

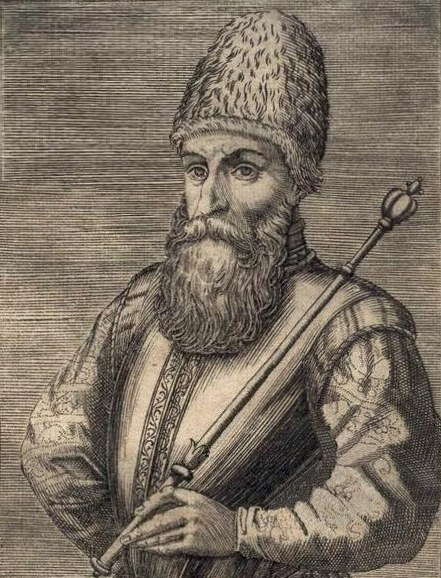
Simon I đại đế

- Simon I đại đế (tại vị:1556-1569, phục vị:1578-1599)

Năm 1569, Simon I đại đế bị người Ba Tư bắt giữ và mất 9 năm giam cầm, suốt thời gian cầm quyền lần thứ nhất của mình, ông luôn phải chiến đấu chống lại đế quốc Ba Tư hùng hậu. Simon I đại đế lên ngôi sau sự kiện tử trận của cha mình, Luarsab I trong trận Garisi, ông có một nơi cư trú ở Gori, từ đó ông cai trị các vùng lãnh thổ bị chiếm lại từ những kẻ xâm lăng. Năm 1559, ông đã liên minh với một chủ quyền khác ở Gruzia, Levan I của Kakheti, và cưới cô con gái Nestan-Darejan. Bắt đầu từ năm 1560, Simon I đại đế đã phát động một loạt các trận chiến để phục hồi thành phố Tbilisi, nhưng vào tháng 4 năm 1561 ông đã phải chịu thất bại tại trận Tsikhedidi, khiến anh rể và đồng minh, Hoàng tử Giorgi của Kakheti phải trả giá bằng mạng sống. Anh trai của ông, David XI đã đệ trình lên hoàng đế Ba Tư Tahmasp I, chuyển đổi sang đạo Hồi và trở về với một đội quân Ba Tư để giành lấy vương miện vào năm 1562. Simon I đại đế đã phong tỏa thành phố Tbilisi và giành chiến thắng trong các trận chiến tại Dighomi (1567) và Samadlo (1569), nhưng cuối cùng ông đã bị đánh bại và bắt làm tù binh tại P'artskhisi vào năm 1569. David XI lúc đó mới chính thức lên ngôi, được gọi là Daud Khan, còn Simon I đại đế được gửi đến Ba Tư, ông từ chối chuyển sang đạo Hồi và bị giam cầm tại pháo đài của thành phố Alamut. Năm 1578, nền hòa bình giữa vương triều Ba Tư Safavid và đế quốc Ottoman sụp đổ, quân đội Thổ Nhĩ Kỳ do Lala Mustafa Pasha chỉ huy chiếm phần lớn Georgia và đánh bật Daud Khan. Vua Safavid đương nhiệm Mohammad Khodabanda muốn có một người cai trị bù nhìn ở Kartli, nơi phổ biến trong dân chúng địa phương, do đông ta ra lệnh cho Simon I đại đế được ra tù và tặng ông vương miện Kartli theo yêu cầu rằng ông sẽ chuyển sang đạo Hồi. Sau 9 năm bị giam cầm, quyết tâm của Simon I đại đế bị suy yếu, ông chấp nhận yêu cầu của nhà vua Safavid, và để xâm chiếm thành phố Tbilisi, ông đã nhận được đại bác và 5.000 binh sĩ Qizilbash do tướng Ali-Qoli Khan chỉ huy. Simon I đại đế đã lãnh đạo một cuộc chiến tranh du kích thành công chống lại người Thổ Nhĩ Kỳ, đã phục hồi hầu hết Kartli vào năm 1579 và đưa một cuộc bao vây đến Tbilisi, địa vị của ông được củng cố vững chắc. Trong thời gian từ 1556 đến 1569, ông được biết đến với cái tên Mahmud Khan, và từ 1578 đến 1599 với tên Shahnavaz Khan.

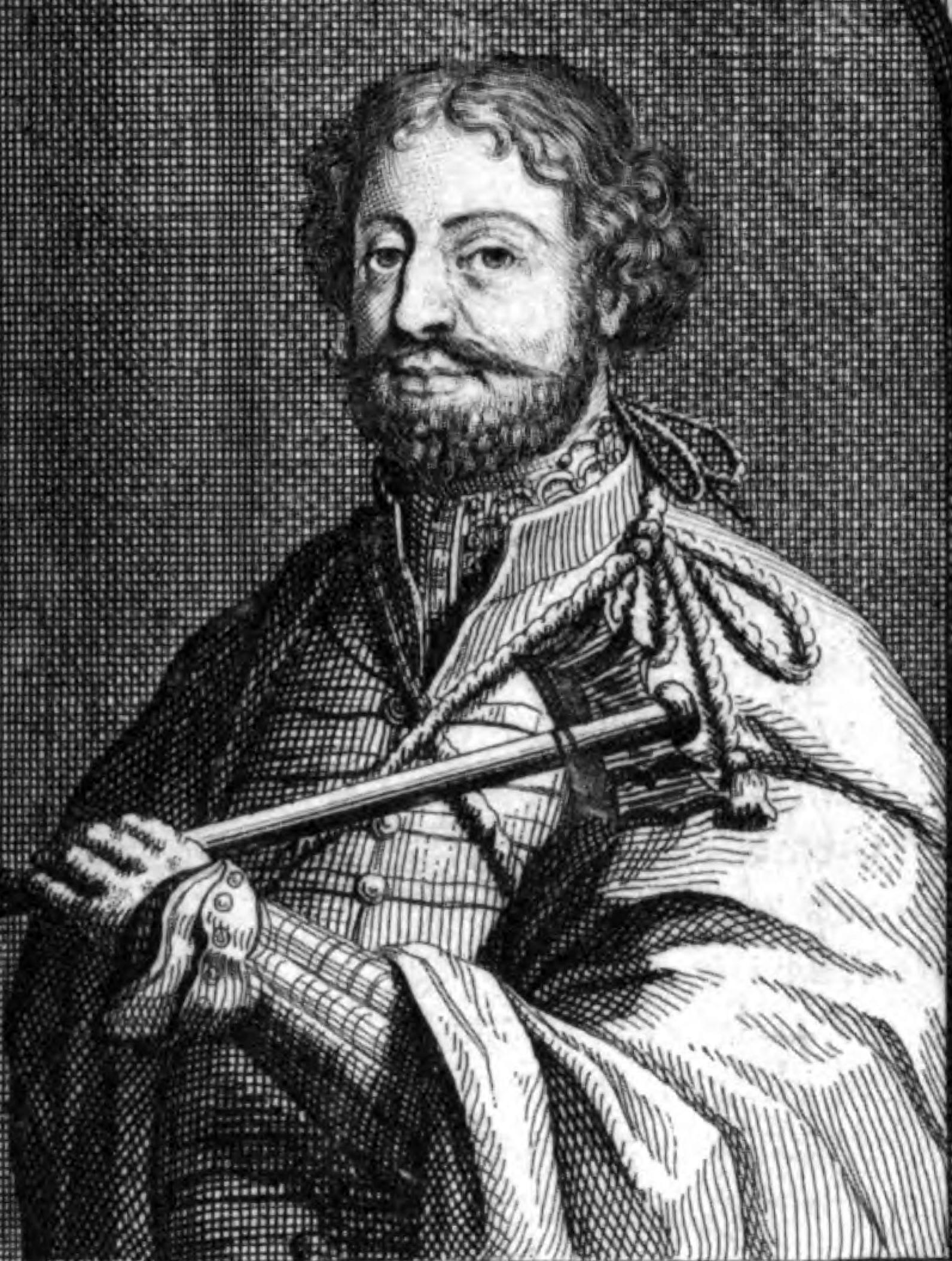
Nazar Alī Khān

- Nazar Alī Khān (tại vị:1688-1692, phục vị:1695-1703)

Năm 1688, để được Hoàng đế Ba Tư công nhận là vua của Karthli, Heraclius I của Kakheti đã kiếm cớ gây thiệt hại cho George XI của Karthli, anh trai của Artchil I, sau đó cảm thấy vẫn chưa an toàn, ông chấp nhận chính thức lần này theo đạo Hồi với danh hiệu Nazar Alī Khān. Nhưng Nazar Alī Khān lại có một ý tưởng khá mơ hồ về các quy tắc chính trị và cách cư xử của người Gruzia, và ông nhanh chóng xa lánh các quý tộc, những người đánh giá cao mong muốn thay đổi các quy tắc cổ xưa. Về phần mình, George XI của Karthli nhận thấy rõ rệt vấn đề, đã nhanh chóng trở lại để tranh thủ sự ủng hộ từ Hoàng đế Ba Tư, như vậy ông ta đoạt được danh hiệu vua Georgia từ năm 1692 đến 1695. Năm 1695, Nazar Alī Khān lấy lại địa vị của mình, nhưng đến năm 1703 Hoàng đế Ba Tư Soltan Hossein quyết định trả lại danh hiệu vua Karthli cho George XI nhưng không cho phép ông ta quay trở lại vương quốc của mình, mà giao cho một đội quân chống lại cuộc nổi dậy của người Afghanistan, anh trai Levan của Karthli mới là người cai trị trực tiếp. Để đền bù, Heraclius I cũng được công nhận lại ngai vàng của Kakheti, nhưng ông cũng không được phép trở về đất nước, quyền hành thực sự do con trai cả David Imam Quli Khān nắm giữ.

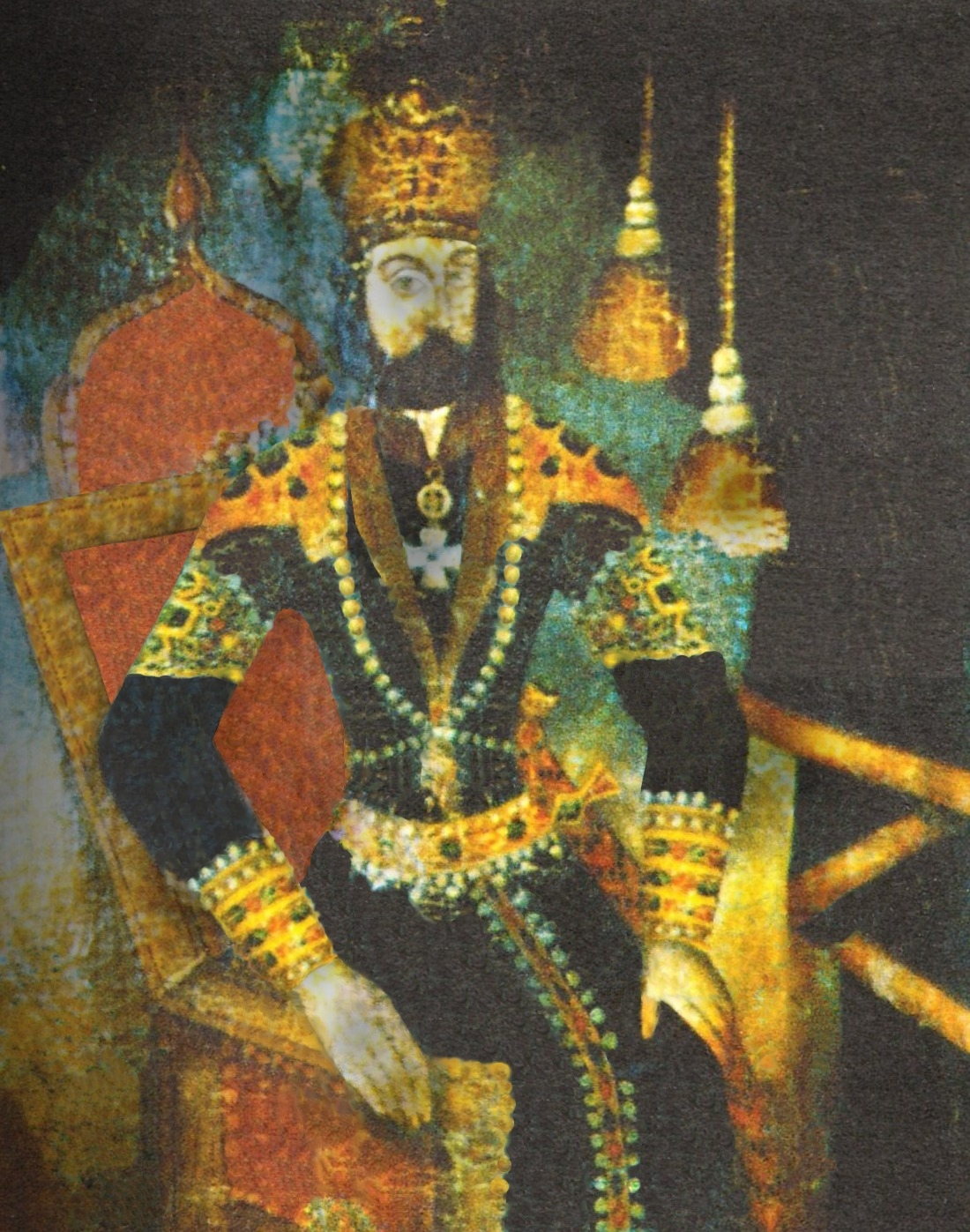
Shah-Nawaz-Khan III

- Shah-Nawaz-Khan III (tại vị:1676-1688, phục vị:1692-1695, tái phục vị:1703-1709)

Năm 1688, Shah-Nawaz-Khan III đứng đầu một cuộc đảo chính chống lại một thống đốc Ba Tư của vùng Kakheti láng giềng của Gruzia, ông đã cố gắng, mặc dù vô ích để có được sự ủng hộ của đế quốc Ottoman chống lại sự thống trị của Safavid. Để đáp trả, Soleiman I đem quân tấn công Gruzia, phế truất Shah-Nawaz-Khan III và trao vương miện của cho quân chủ Kakhetian là Heraclius I, đối thủ của Shah-Nawaz-Khan III, người sau đó đã theo đạo Hồi và lấy tên Nazar-Ali Khan. Shah-Nawaz-Khan III chạy trốn đến Racha ở phía tây Georgia, từ đó ông thực hiện một số nỗ lực để đòi lại quyền sở hữu của mình. Shah-Nawaz-Khan III kết hợp với anh trai Artchil I của Imeretia, người cố gắng áp đặt mình vào Imeretia, sau đó ông đệ trình Soleiman I, người không hài lòng với Heraclius I của Kakheti, và được hoàng đế Ba Tư bổ nhiệm lại làm vua Georgia từ 1692 đến 1695. Được anh trai Levan giúp đỡ, vào năm 1700 đã tái lập chủ quyền của shah ở Kerman, như một phần thưởng, Shah-Nawaz-Khan III đã được khôi phục lại ngai vàng Kartli vào năm 1703, nhưng không được phép trở lại đất nước của mình, danh nghĩa ông là vua nhưng cai trị thực tế do Levan giữ vai trò nhiếp chính. Thay vào đó, George XI sớm được giao nhiệm vụ đàn áp cuộc nổi loạn Afghanistan vào tháng 5 năm 1704, ông được Shah trao danh hiệu Gurgin Khan và được bổ nhiệm làm phó vương của tỉnh Kandahar và sipah salar (tổng tư lệnh) của quân đội Ba Tư.
- Vakhtang VI (tại vị:1711–1712, 1719–1723)

Năm 1711, sau cái chết của anh trai Kai-Khosrov I, Vakhtang VI chính thức lên làm vua tại Karthli, mặc dù trước đó quyền lực thực sự ông vẫn nắm giữ ngay từ năm 1703. Năm 1712, Hoàng đế Ba Tư Soltan Hosayn triệu tập Vakhtang VI sang để xác nhận ngôi vị chính thống của ông với điều kiện Vakhtang VI ông phải theo đạo Hồi, Vakhtang VI đã từ chối thành ra bị cầm tù. Ở trong nước, Svimon (người anh em khác mẹ với Vakhtang VI) lên làm nhiếp chính, đến năm 1714 Svimon trao lại ngai vàng cho Ali Quli-Khan. Năm 1716, Vakhtang VI chấp nhận theo đạo Hồi nên được công nhận làm vua Karthli, việc này khiến Ali Quli-Khan buộc phải từ bỏ ngai vàng. Nhưng Vakhtang VI vẫn phải ở lại chưa thể về nước, ông được bổ nhiệm chức vụ sipah-salar (tổng tư lệnh) của quân đội Ba Tư, trên danh nghĩa thì là vua Karthli nhưng thực tế quyền điều hành đất nước lại do con trai Bakar I làm nhiếp chính. Cho đến năm 1719, sau ba năm phục vụ quân ngũ, Vakhtang VI mới chính thức được phóng thích, ông quay về Karthli để làm vua lần thứ hai.
- Ali Quli-Khan (tại vị:1714-1716, phục vị:1724-1727)

Năm 1716, Ali Quli-Khan được thay thế bởi Vakhtang VI, ông trốn đến Telavi rồi Kakheti, nhưng cuối cùng đã đầu hàng con trai của Vakhtang VI là Bakar I (nhiếp chính của Kartli). Khi lên ngôi, Ali Quli-Khan đã liên minh với một nhà cai trị Gruzia khác là David II của Kakheti (Imamquli-Khan), mục đích để đẩy lùi các cuộc tấn công từ các gia tộc Dagestan đang tàn phá nhưng vị trí của chính ông, vị trí bị phá vỡ bởi một phe đối lập cao quý. Ali Quli-Khan tỏ ra bất tài và nghiện rượu, không thể duy trì trật tự trong đất nước của mình, do đó ông bị Quốc vương Husayn của đế quốc Ba Tư loại trừ, nhường chỗ cho Vakhtang VI. Ali Quli-Khan bị bắt giam tại Tbilisi, nơi ông trở lại Kitô giáo, năm 1721 ông được Mukhrani cấp quyền sở hữu và bổ nhiệm làm mdivanbeg của Karthli. 

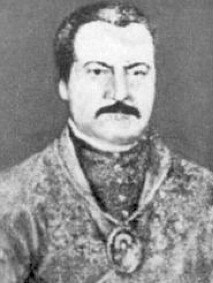
Bakar I

 Khi Constantine II của Kakheti (Mahmad Quli-Khan) di chuyển cùng với một đội quân Ba Tư để loại bỏ Vakhtang VI khỏi ngôi vào năm 1723, Ali Quli-Khan trốn sang quân đội đế quốc Ottoman, ông tiếp cận để trở thành người Hồi giáo Sunni và được phục hồi làm vua Karthli dưới tên Mustapha Pasha năm 1724. Tuy nhiên, quyền lực của ông chủ yếu là danh nghĩa và chính phủ thực sự được điều hành bởi một viên chỉ huy Thổ Nhĩ Kỳ, đến năm 1727 đế quốc Ottoman quyết định bãi bỏ vương quốc Kartli khi ông qua đời, áp đặt chính quyền trực tiếp của họ.
- Bakar I (tại vị:1716-1719, phục vị:1723-1724)

Năm 1719, Bakar I trả lại ngôi vị cho cha sau ba năm nhiếp chính, Vakhtang VI từ Ba Tư về nước phục bích. Năm 1723, khi quân đội Ottoman xâm chiếm Georgia, Vakhtang VI thua liểng xiểng phải bỏ chạy đến đế quốc Nga lưu vong. Bakar I lên chấp chính, ông đã cố gắng thương lượng với đối thủ, nhưng cuối cùng không thành công, ông đã theo gót cha mình sang Nga vào tháng 7 năm 1724.

## Vương quốcKakheti

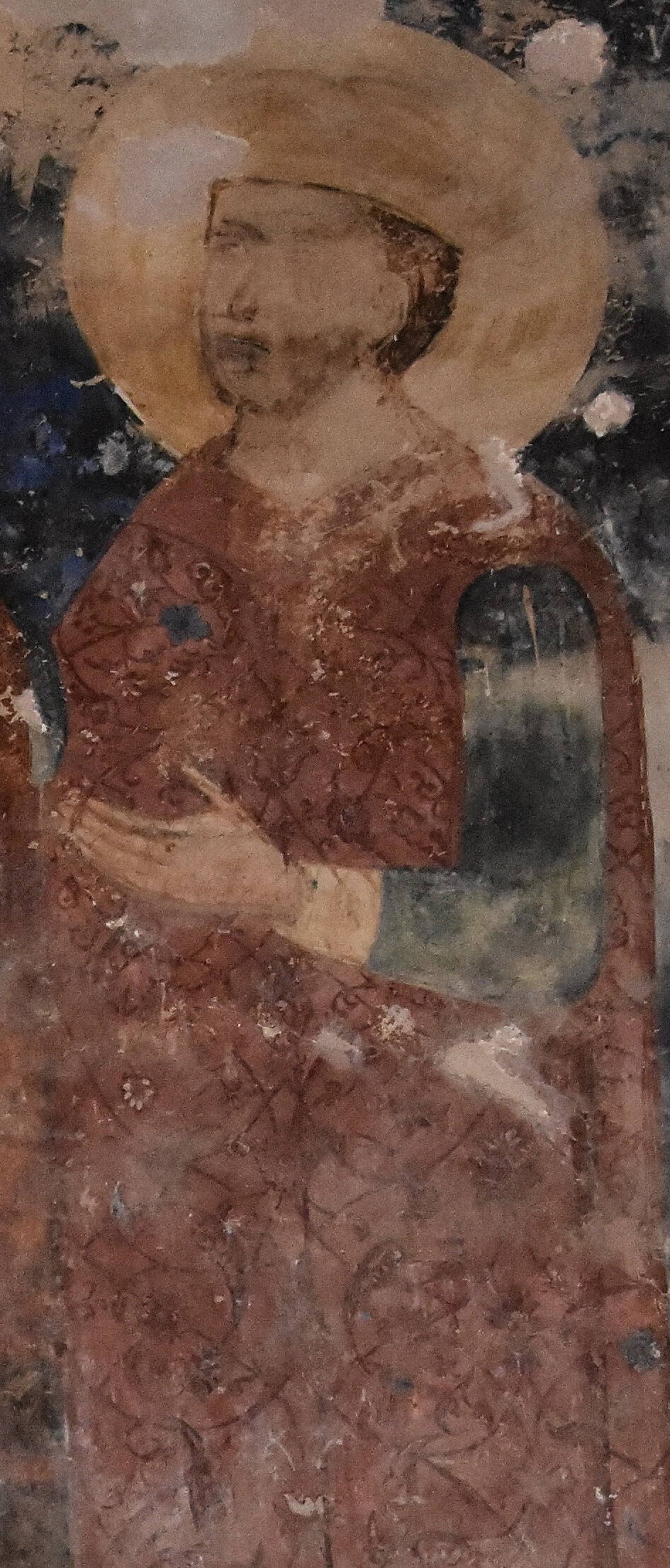
Alexander II

- Alexander II (tại vị:1574-1601, phục vị:1602-1605)

Năm 1601, Alexander II bị chính con trai mình, David I lật nhào, David I tận dụng căn bệnh của cha mình và giành được quyền kiểm soát hiệu quả của chính phủ, gạt người em trai George sang một bên. Khi Alexander II bình phục, David I từ chối trao trả quyền lực và buộc cha mình phải thoái vị rồi vào tu viên ở vào tháng 10 năm đó, David I lên ngôi vua của Kakheti. Tuy nhiên anh trai George đã chủ mưu một âm mưu nhanh chóng sụp đổ và dẫn đến đàn áp, David I đã bị George cầm tù trong khi mười bảy người ủng hộ ông ta bị xử tử vào ngày 2 tháng 10 năm 1602, Alexander II đã có thể nối lại ngai vàng.

Temuraz I

- Temuraz I (tại vị:1605-1614, phục vị:1615-1616, tái phục vị:1625-1633, hựu tái phục vị:1636-1648)

Năm 1614, Temuraz I mất ngôi vua bởi sự xâm lược từ đế quốc Ba Tư, khi lưu vong ở Imereti, ông đã cùng với George III của Imereti gửi thư cho Sa hoàng Michael của Nga, thông báo cho về sự phản đối của họ đối với shah Iran và yêu cầu viện trợ. Tuy nhiên, người Nga đã không chuẩn bị và không có ý định can thiệp vào các vấn đề của Kakheti, các quý tộc Kakheti tập hợp lại phía sau David Jandieri và nổi dậy chống lại đế quốc Ba Tư vào ngày 15 tháng 9 năm 1615. Cuộc nổi loạn nhanh chóng lan sang Kartli, và các quý tộc Gruzia đề nghị Teimuraz I làm vua của miền đông Georgia, nhưng Shāh Abbās Đại đế của Ba Tư dẫn đầu cuộc xâm lược tiếp theo vào năm 1616, cuộc nổi dậy đã bị hủy diệt và Teimuraz I một lần nữa chạy trốn đến miền tây Georgia. Trong những năm tiếp theo, Teimuraz I tiếp tục tìm kiếm và khai thác viện trợ của Nga và Ottoman chống lại Ba Tư và vẫn là một điểm tập hợp để phản đối Safavid, khuyến khích các đối tượng của mình từ chối người thay thế Hồi giáo cho ông. Đồng minh Gruzia trước đây của người Ba Tư là Giorgi Saakadze đã tham gia cuộc nổi dậy của Teimuraz I, nhờ đó đã dẫn dắt Gruzia đến một chiến thắng trước quân đội Ba Tư do tướng Qarachaqay Khan lãnh đạo trong trận Martqopi vào ngày 25 tháng 3 năm 1625. Giorgi Saakadze tiếp tục tiêu diệt những người di cư Thổ Nhĩ Kỳ, tiếp đó phục hồi Teimuraz I làm vua của vương quốc liên hiếp Kartli và Kakheti, Shāh Abbās Đại đế thất bại trong việc đè bẹp cuộc nổi dậy mặc dù chiến thắng đắt giá trước người Gruzia trong trận Marabda vào ngày 1 tháng 7 năm 1625. Đối mặt với sự kháng cự của du kích ở vùng cao nguyên Georgia, Hoàng đế Ba Tư đành miễn cưỡng công nhận quyền cai trị của vua nổi loạn, như vậy Temuraz I lên ngôi lần thứ ba. Năm 1633, Temuraz I đã che chở cho anh rể Daud Khan (thống đốc Ba Tư của Ganja và Karabakh của người Gruzia), người đã trốn khỏi cuộc đàn áp của Sam Mirza đối với gia đình của anh trai ông Imam-Quli Khan, thống đốc có ảnh hưởng của Fars, Lar và Bahrain. Teimuraz I từ chối đầu hàng kẻ chạy trốn, và hoàn toàn đánh giá cao hậu quả của sự từ chối này, ông đã tập hợp lực lượng của mình trong sự vội vàng. Sam Mirza trả đũa bằng cách tuyên bố Teimuraz I bị phế truất và thay thế ông bằng người yêu thích của mình, một hoàng tử Gruzia có tên Khusraw Mirza (Rostom), người đóng vai trò quan trọng trong việc củng cố quyền lực của Sam Mirza sau cái chết của Shāh Abbās Đại đế năm 1629. Teimuraz I trốn thoát sang Imereti và ở đó đến năm 1636, thông qua hòa giải của Rostom, Teimuraz I đã được ân xá và được xác nhận là vua của Kakheti bởi Sam Mirza, đó là lần làm vua thứ tư của ông.

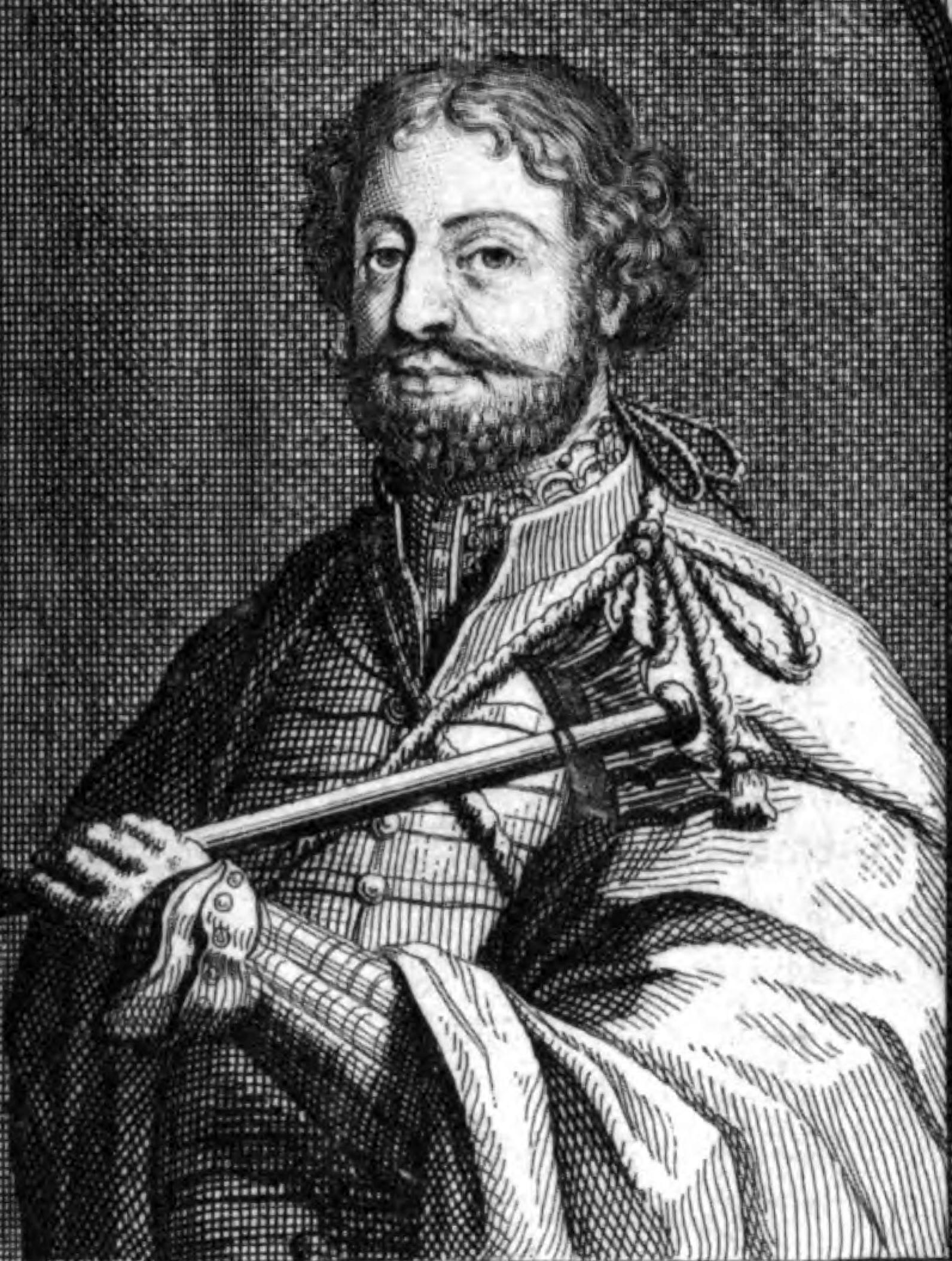
Heraclius I

- Heraclius I (tại vị:1675-1676, phục vị:1703-1709)

Năm 1675, Heraclius I nhận được từ Hoàng đế Ba Tư công nhận quyền của mình đối với Kakheti và thay thế Artchil I, người trong lúc đó kết hôn với em gái của mình là Công chúa Khetevan để cố gắng hợp pháp hóa việc gia nhập ngai vàng Kakheti. Tuy nhiên, Heraclius I từ chối chấp nhận Hồi giáo, ông bị trục xuất khỏi Kakheti vào năm sau, chính quyền của đất nước sau đó được giao phó cho các nhà lãnh đạo từ Ba Tư phái đến. Tiếp đó Heraclius I chuyển sang Karthli, hai lần tranh ngôi tại đây với George XI, danh hiệu là Nazar Alī Khān (1688-1692, 1695-1703). Năm 1703, Hoàng đế Ba Tư Soltan Hossein quyết định trả ngôi vua Karthli cho George XI nhưng lại giao cho ông ta một đội quân chống lại cuộc nổi dậy của người Afghanistan, anh trai Levan của Karthli mới là người cai trị trực tiếp xứ đó. Heraclius I cũng được công nhận lại ngai vàng của Kakheti, nhưng ông cũng không được phép trở về đất nước, quyền hành thực sự do con trai cả David Imam Quli Khān nắm giữ.

## Vương quốcImereti

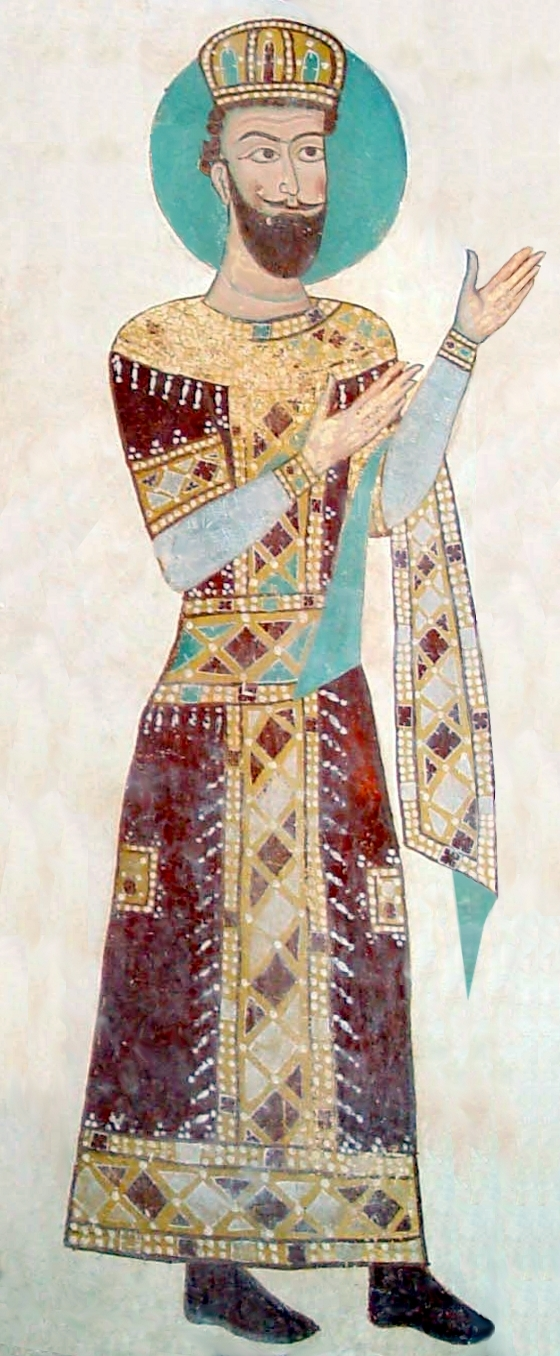
Alexander II

- Alexander II (tại vị:1478, phục vị:1483-1484, tái phục vị:1488-1510)

Năm 1478, Bagrat II qua đời, con trai Alexander II trở thành vua Georgia, ban đầu cai trị cả hai vùng là: Imericia ở phía tây và Karthli ở phía đông. Nhưng ngay trong năm đó, Alexander II bị trục xuất khỏi vương quốc bởi một đối thủ đáng gờm, Constantine II. Alexander II đành lui về miền sơn cước, gây dựng lực lượng tại các tỉnh miền núi phía tây của Racha và Lechkhumi chờ thời cơ và phục hồi. Năm 1483, Constantine II bị đánh bại bởi Qvarqvare II của Samtskhe trong trận chiến Aradeti, Alexander II tranh thủ tình hình đã đem binh xâm nhập và định cư tại Imereti, ông tuyên bố phục vị nhưng lại đánh mất Kutaisi với Constantine II vào năm 1484. Năm 1488, Alexander II lại được hưởng lợi bởi cuộc xâm lược từ phía Turkmen Ak Koyunlu của Karthli, ông lập tức nhảy lên nắm quyền kiểm soát Imereti lần thứ ba. Năm 1491, sau nhiều năm giằng co quyết liệt bất phân thắng bại, Constantine II buộc phải công nhận đối thủ của mình là một chủ quyền độc lập, và mệnh lệnh của ông ta chỉ giới hạn ở Karthli.
- Rostom (tại vị:1588-1589, phục vị:1590-1605)

Năm 1588, Rostom được đưa lên ngai vàng thông qua sự hỗ trợ của Mamia IV Dadiani (quân chủ của Mingrelia), người đã phế truất vua Leon của Imereti. Tuy nhiên, chính quyền của Rostom đã bị từ chối bởi Giorgi II Gurieli (quân chủ của Guria), người đã thuê một lực lượng Ottoman để truất ngôi nhà vua và ủng hộ Bagom IV, người họ hàng của Rostom. Rostom chạy trốn đến Mingrelia, từ đó ông tiếp tục đấu tranh cho vương miện, lợi dụng tình hình này, Simon I của Karthli kéo quân xâm nhập và đưa phần lớn Imereti dưới quyền kiểm soát của ông ta. Rostom được Manuchar I Dadiani hỗ trợ, ông thẳng thừng từ chối tối hậu thư của Simon I, ông đã đánh bại Simon I tại Opshkviti và hất cẳng ông này khỏi Imereti năm 1590. Rostom tuy phục hồi làm vua của Imereti, ông làm hòa với Simon I, nhưng quyền lực của ông chỉ có trên danh nghĩa, nó được nắm giữ một cách hiệu quả bởi một élite quý tộc, đặc biệt là hoàng tử Mingrelia.
- Bagrat V (tại vị:1660, phục vị lần một:1661, phục vị lần hai:1663-1668, phục vị lần ba:1669-1678, phục vị lần bốn:1679-1681)

Năm 1660, Bagrat V đã trở thành quân chủ Imereti sau cái chết của cha mình, người mẹ kế có ảnh hưởng của ông là Darejan đã bắt ông cưới cô cháu gái Ketevan. Tuy nhiên, chỉ ít lâu sau, Darejan lại yêu cầu Bagrat V phải bỏ vợ để cưới bà ta, trước sự từ chối của nhà vua, Darejan đã bắt giữ rồi phế truất ông. Sau đó, Darejan tái hôn với một quý tộc tầm thường là Vakhtang Tchutchunashvili, và ông này được đưa lên ngôi vua. Động thái đó đã thu hút nhiều quý tộc vào phe đối lập, họ tranh thủ sự ủng hộ của đế quốc Ottoman và Mingrelian, kết quả họ khôi phục Bagrat vào năm 1661, còn Darejan và Vakhtang Tchutchunashvili bị đày đến Akhaltsikhe (thuộc tỉnh Gruzia) nằm trong cương vực Thổ Nhĩ Kỳ. Việc phục bích của Bagrat V lần thứ nhất lại quá ngắn ngủi, chỉ được khoảng nửa năm thì có biến, Vakhtang V của Karthli tổ chức hành quân đến Imereti, đánh bại ông để đưa con trai của mình là Archil lên thay thế. Hành động này đã gặp phải sự phản ứng mạnh mẽ từ chính phủ Ottoman, những gì mà họ coi là một vụ đột nhập lấy cảm hứng từ Ba Tư vào vùng ảnh hưởng của Thổ Nhĩ Kỳ, một tối hậu thư của Thổ Nhĩ Kỳ đã sớm nhận được ở Isfahan. Người Ottoman đe dọa tuyên bố chiến tranh nếu Vakhtang V vẫn cố tình duy trì con trai mình trên ngai vàng miền tây Georgia, Vakhtang V đã buộc phải triệu hồi Archil từ Kutaisi về nước vào năm 1663 và khôi phục lại vị vua chính nghĩa Bagrat V. Năm 1668, Bagrat V một lần nữa bị nhóm của Darejan truất ngôi với sự hỗ trợ quân sự của pasha of Akhaltsikhe, Vakhtang Tchutchunashvili trở thành vua Imereti lần thứ hai. Tuy nhiên, cả Darejan và Vakhtang Tchutchunashvili đã sớm bị sát hại, và Bagrat V đòi lại vương miện vào năm 1669. Những sự kiện này đã được mật thám của hoàng gia ở Tbilisi, miền đông Georgia theo dõi chặt chẽ, vua Vakhtang V của Karthli, người hợp tác với các bá chủ Ba Tư cho phép ông ta đưa toàn bộ miền đông Georgia dưới quyền của mình, vận động ở Imereti và trao vương miện cho con trai Archil làm vua Imereti năm 1678. Tuy nhiên, dưới áp lực của đế quốc Ottoman, sớm nhớ lại tối hậu thư lần trước từ Kutaisi, và Bagrat V đã được phục bích trên ngai vàng một lần nữa vào năm 1679.
- Vakhtang Tchutchunashvili (tại vị:1660-1661, phục vị:1668-1669)

Năm 1660, Vakhtang Tchutchunashvili lên làm vua sau khi kết hôn với Thái hậu Darejan (mẹ kế của vua Bagrat V), nhưng chỉ một năm sau ông đã bị lật đổ bởi đế quốc Ottoman và Vameq III Dadiani của Mingrelian. Vakhtang Tchutchunashvili cùng Darejan đã chạy trốn đến Akhaltsikhe (tỉnh Georgia do Ottoman nắm giữ), ông được phục hồi bởi pasha của Akhaltsikhe vào năm 1668, nhưng chưa đầy một năm sau, ông đã bị sát hại với vợ Darejan tại cung điện Kutaisi.
- Archil (tại vị:1661-1663, phục vị lần một:1678-1679, phục vị lần hai:1690-1691, phục vị lần ba:1695-1696, phục vị lần bốn:1698-1699)

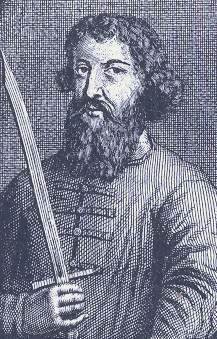
Archil

Năm 1663, bởi áp lực từ đế quốc Thổ Nhĩ Kỳ, Archil buộc phải trả ngôi vua Imereti cho Bagrat V, ông chuyển qua Kakheti cai trị ở đây từ năm 1664 đến năm 1675. Để có được sự đồng ý của Hoàng đế Ba Tư, Archil đã thắng thế, trở thành một người cải đạo trên danh nghĩa Hồi giáo, đảm nhận danh hiệu Shah-Nazar-Khan. Năm 1675, phần lớn là do những mưu mô của đại tiểu thư Ba Tư Shaykh 'Ali Khan, Archil đã rời khỏi Kakheti, ông chạy sang vương quốc ngoài biên giới Thổ Nhĩ Kỳ là Akhaltsikhe, pasha Akhaltiskhe hứa sẽ trao vương miện của Imereti lần thứ hai cho ông. Năm 1678, Archil sớm được tái lập ở Kutaisi với sự trợ giúp của pasha Akhaltiskhe, mặc dù không có sự đồng ý của Sublime Porte, nhưng các đặc vụ Ottoman đã xử tử pasha Akhaltiskhe và phế truất Archil vào năm 1679. Archil trốn sang đế quốc Nga, nhưng không được phép tới Moscow cho đến năm 1686, tiếp đó được anh trai của mình là vua George XI của Karthli khuyến khích, Archil trở về Georgia vào năm 1690 và đã thành công trong việc giành lại vương triều Imereti, nhưng ông lại bị giới quý tộc địa phương phế truất một lần nữa vào năm 1691. Trong vài năm sau đó, Archil đã thực hiện một số nỗ lực để giành lấy vương miện, tiến hành một cuộc chiến tranh du kích chống lại người Thổ Nhĩ Kỳ và phe đối lập quý tộc do gia đình Abashidze lãnh đạo, ông tranh thủ việc Alexander IV bị cha vợ đảo chính đã đưa quân vào Imereti để lên ngôi lần thứ ba năm 1695. Cũng như những lần trước, chỉ hơn một năm Archil lại bị trục xuất vào năm 1596 bởi George V, ông cố gắng giành lại chính quyền lần thứ tư vào năm 1698, ông đánh bại George V nhờ sự giúp đỡ của Shoshita (công tước xứ Rachakhi), nhưng chính quyền của ông cũng chỉ như tia chớp vừa loé sáng đã nhanh chóng vụt tắt. Cuối cùng, Archil đã từ bỏ hy vọng tái lập chính mình ở Imereti, và vào năm 1699, một lần nữa vượt qua dãy núi Kavkaz đến Nga, nơi ông định cư ở Vsesviatskoye gần Moscow đến hết đời.
- Alexander IV (tại vị:1681, phục vị:1683-1690, tái phục vị:1691-1695)

Năm 1681, Alexander IV được phóng thích khi đang làm con tin ở Karthli, ông vừa lên ngôi sau cái chết của cha mình Bagrat V thì đã bị lật đổ, người thực hiện việc này là George III của Guria. Tuy nhiên, Alexander IV có được sự hậu thuẫn từ phía George XI của Karthli và các quý tộc Imereti nên đã bảo đảm sự công nhận của đế quốc Ottoman cho ông, do vậy Alexander IV lại trở về vị trí ở Imereti sau khi hạ bệ George III năm 1683. Để thoát khỏi quyền bá chủ của đế quốc Ottoman, Alexander IV chuyển lòng trung thành của mình sang Safavidah Suleiman I của Ba Tư năm 1689, ông đã bị người Thổ Nhĩ Kỳ trục xuất sang Karthli vào tháng 8 năm 1690. Năm 1691, thông qua sự hòa giải từ phía Erekle I của Karthli và chính phủ Ba Tư, Alexander IV đã được phục hồi ở Imereti sau một năm vô chính phủ, ông tại vị cho đến lúc bị truất ngôi bởi các quý tộc do chính cha vợ của mình là Giorgi-Malakia Abashidze chủ mưu.

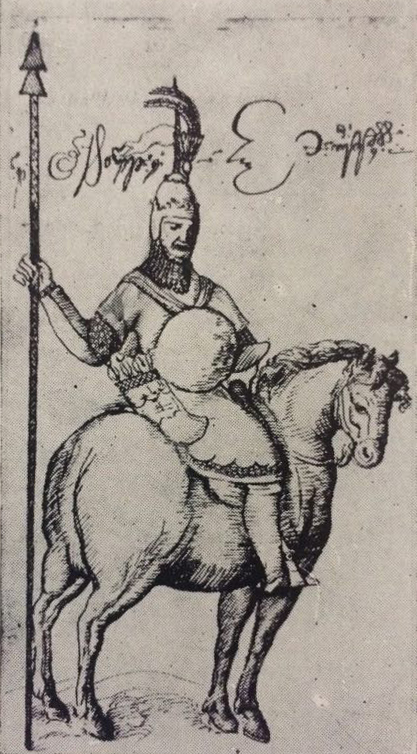
Mamia Đại đế Gurieli

- Mamia Đại đế Gurieli (tại vị:1701, phục vị:1711-1712, tái phục vị:1713-1714)

Năm 1701, công tước Mamia Đại đế Gurieli của Guria được cha vợ Giorgi-Malakia Abashidze hỗ trợ đã lên cầm quyền tại Imereti sau vụ ám sát Simon. Nhưng ngôi vị của ông chỉ có trên danh nghĩa, Giorgi-Malakia Abashidze kiểm soát các lĩnh vực hoàng gia, doanh thu và quý tộc, trong khi Mamia Đại đế Gurieli phải bán các đối tượng Guria của mình làm nô lệ để đáp ứng các chi phí của chính ông. Cuối năm đó, Mamia Đại đế Gurieli cảm thấy không chịu nổi sự áp chế, ông buộc phải thoái vị để nghỉ ngơi với công quốc Guria, còn Giorgi-Malakia Abashidze trở thành vua của Imereti và do đó, là một bá chủ của cả Guria lẫn Mingrelia. Năm 1701, Giorgi-Malakia Abashidze bị lật đổ sau một cuộc nổi dậy của các quý tộc, để ủng hộ vị vua Bagrationi chính nghĩa George VII, Giorgi-Malakia Abashidze đã lánh nạn ở Tbilisi, nương nhờ Vakhtang VI của Karthli. Sự cai trị tham nhũng của George VII sớm trở nên không khoan dung đối với người Imereti, vào tháng 10 năm 1711, Mamia Đại đế Gurieli nhờ sự bảo đảm ủng hộ của các quý tộc: Mingrelia, Racha và Lechkhumi đã tái lập mình với tư cách là vua của Imereti, để lại Guria cho người con trai Giorgi IV Gurieli, George VII chạy sang Vakhtang VI của Karthli. Tháng 6 năm 1712, George VII bí mật trở lại xâm chiếm quận Argveti, đánh bại Mamia Đại đế Gurieli tại Chkhari, qua đó lên ngôi lần thứ hai. Mamia Đại đế Gurieli trốn đến Racha và sau đó đến Karthli, nơi đây ông được con trai của Vakhtang VI là Bakar I cưu mang, bố trí nơi cư trú tại Tskhinvali. Vào tháng 11 năm 1713, Mamia Đại đế Gurieli phối hợp cùng với Dadiani (công tước của Racha), Giorgi Abashidze và Lechkhumian, đánh bại vua George VII tại Kutaisi và buộc ông này phải chạy đến Akhaltsikhe. Nhưng Mamia Đại đế Gurieli chết bất ngờ một cách bí ẩn hai tháng sau đó, vào ngày 5 tháng 1 năm 1714, như vậy George VII được phục hồi một lần nữa.

George VII

- George VII (tại vị:1707-1711, phục vị:1712-1713, tái phục vị:1714-1716, hựu tái phục vị:1719-1720)

Năm 1711, George VII phải chạy sang Vakhtang VI của Karthli nhờ vả, bởi Mamia Đại đế Gurieli trở lại ngai vàng. Năm 1712, George VII đã trở lại đòi quyền lực, đánh bật Mamia Đại đế Gurieli ra khỏi Imereti. Năm 1713, Mamia Đại đế Gurieli tái chiếm Imereti, George VII phải chạy đến Akhaltsikhe. Năm 1714, Mamia Đại đế Gurieli đột ngột qua đời, George VII thừa cơ kéo quân về Imereti đăng cơ lần thứ ba. Năm 1716, George VII lại mất ngôi bởi các quý tộc nổi loạn do Bezhan Dadiani (Hoàng tử Mingrelia) và Hoàng tử Zurab Abashidze lãnh đạo, ông phải lưu vong đến Constantinople, George IV của Guria được mời lên ngôi vua. George VII đã thành công trong việc thu hút sự ủng hộ của Ottoman, ông giành lại vương miện vào năm 1719, George IV phải tháo chạy về Guria. Tuy nhiên, triều đại của ông đã được chứng minh là ngắn ngủi, vào tháng 2 năm 1720, ông bị ám sát bởi những kẻ âm mưu do Hoàng tử Simon Abashidze đứng đầu.
- George IV Gurieli (tại vị:1716-1719, phục vị:1720)

Năm 1719, George IV Gurieli thất bại khi George VII được người Thổ Nhĩ Kỳ ủng lập đưa trở lại ngôi vị. Năm 1720, lợi dụng tình hình George VII bị ám sát, George IV Gurieli đưa quân vào chiếm đóng Imereti. Ba tháng sau, Alexander V đem theo một biệt đội phụ trợ Thổ Nhĩ Kỳ, tấn công quyết liệt vào Imereti, George IV Gurieli không chống nổi đành chịu mất ngôi vua lần thứ hai, ông bỏ chạy về Guria.
- Alexander V (tại vị:1720-1741, phục vị:1742-1746, tái phục vị:1749-1752)

Năm 1738, Alexander V gửi Đức cha Timothy Gabashvili đến Petersburg của đế quốc Nga, với dự án hành động chung chống lại đế chế Ottoman. Tuy nhiên, hiệp ước Nga La Tư-Thổ Nhĩ Kỳ năm 1739 khiến sứ mệnh ngoại giao đó trở nên vô dụng, phẫn nộ trước yêu cầu này với chính phủ Nga, đế quốc Ottoman đã tài trợ cho một cuộc đảo chính đã phế truất Alexander V để ủng hộ anh trai ông George IX lên ngôi vào năm 1741. Hoàng đế Ba Tư Nadir Shah đã sớm lấy lại lãnh thổ của Alexander V và phản đối với chính phủ Ottoman vì hành động này vào năm 1742, George IX phải sống lưu vong từ cha vợ George Lipartiani đến Mingrelia, mãi sau này ông ta được phép trở lại Imerezia dưới triều đại của cháu trai Salomone I "vĩ đại". Alexander V tuy được phục hồi, nhưng lại phải đối mặt với một cuộc nổi dậy cục bộ mới vào năm 1746, lần này do anh trai Mamuka của ông (người cai trị như một vị vua đối địch ở một số vùng của Imereti) khởi xướng, Alexander V phải bỏ chạy tìm kiếm sự hẫu thuẫn từ các địa phương khác, cuộc chiến kéo dài cho đến khi chiến tranh huynh đệ kết thúc với chiến thắng của ông năm 1749 với sức hỗ trợ từ đế quốc Thỗ Nhĩ Kỳ.

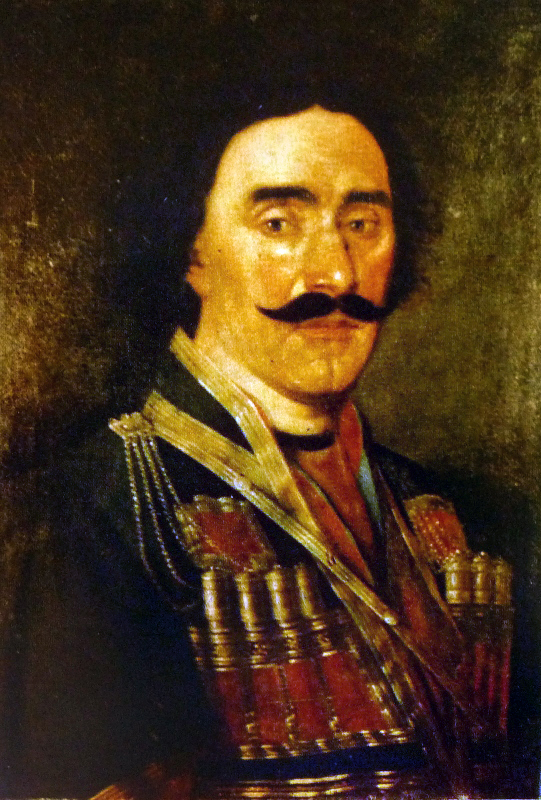
Solomon I "vĩ đại"

- Solomon I "vĩ đại" (tại vị:1752, phục vị:1752-1765, phục vị:1770-1784)

Năm 1752, Solomon I "vĩ đại" lên ngôi sau cái chết của cha mình, vua Alexander V. Ngay lập tức phe đối lập quý tộc đã tổ chức một cuộc đảo chính, Solomon I "vĩ đại" phải bỏ chạy khỏi kinh đô nhưng đã nhanh chóng giành lại vương miện chỉ trong vài ngày khi phiến quân chưa kịp bầu vua mới, ông bắt đầu một chương trình cải cách nhằm ổn định vương quốc bị xé nát bởi các cuộc nội chiến kinh niên. Người Ottoman coi Imereti là phạm vi ảnh hưởng của họ, đã gửi trong một đội quân sang tấn công, nhưng Solomon I "vĩ đại" đã thành công trong việc huy động các quý tộc của mình xung quanh, ông đánh bại quân xâm lược tại trận Khresili năm 1757. Các cuộc đột kích Ottoman tiếp tục tiếp diễn vào những năm 1760, cho đến khi họ đẩy lui Solomon I "vĩ đại" khỏi thủ đô của ông tại Kutaisi vào năm 1765 và đặt người anh em họ của Solomon I "vĩ đại", Teimuraz lên ngai vàng. Năm 1768, Solomon I "vĩ đại" tìm cách quay trở lại nhưng chỉ được một phần nhỏ đất đai, vương quốc của ông vẫn bị người Thổ chiếm đóng. Tháng 5 năm 1769, Solomon I "vĩ đại" đã đi đến Tbilisi để gặp Heraclius II (người họ hàng của ông đang làm vua ở Karthli và Kakheti) để liên minh, hai vị vua quyết định yêu cầu năm trung đoàn Nga và tham gia cuộc chiến với Đế quốc Ottoman để đổi lấy sự đảm bảo rằng lợi ích của Gruzia sẽ được bảo vệ trong thỏa thuận hòa bình giữa Nga La Tư và Thổ Nhĩ Kỳ. Người Nga đã phái một lực lượng nhỏ dưới quyền tướng Gottlieb Heinrich Totleben, kết quả họ đã giúp Solomon I "vĩ đại" phục hồi Kutaisi vào tháng 8 năm 1770, Teimuraz bị bắt nhốt vào tù cho đến chết.

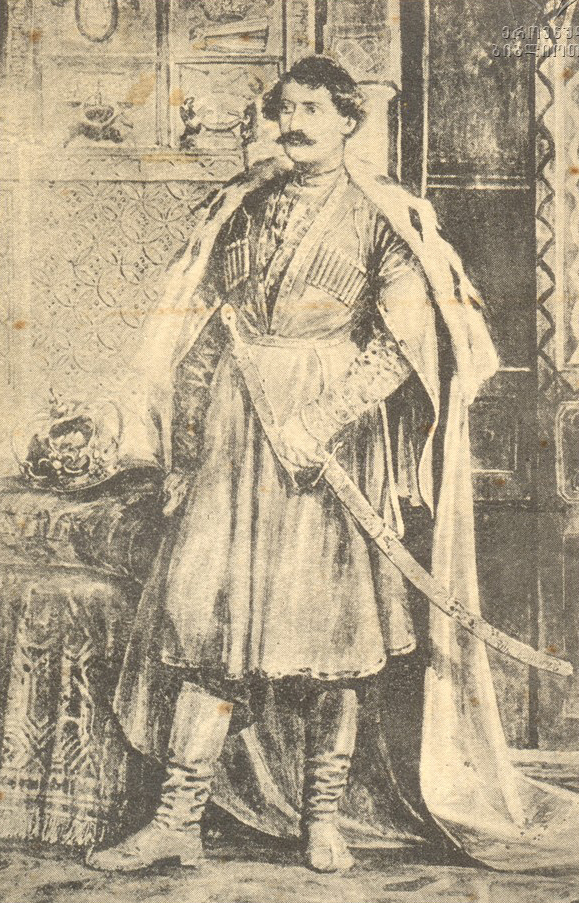
Solomon II

- David II (tại vị:1784-1789, phục vị:1790, tái phục vị:1792-1794)

Năm 1789, vua The Kakhetian nhỏ (người cai trị Karthli và Kakheti)  đã gửi quân đội của mình vào Imereti giúp đỡ David-Solomon trục xuất David II vào Akhaltsikhe ở tỉnh Gruzia do Ottoman nắm giữ. Năm 1790, ông trở lại với một lực lượng Thổ Nhĩ Kỳ và phế truất Solomon II, nhưng cuối cùng bị đánh bại và chạy trốn khỏi Imereti. Sau đó, thông qua sự hòa giải của Heraclius, David II được phép trở lại Imereti và được ban cho một sự sốt sắng. Trong khoảng thời gian từ 1792 đến 1794, David II đã cố gắng với lính đánh thuê Dagestan để giành lại vương miện, nhưng đã phải chịu một thất bại và rút lui khỏi Imereti, ông chết vì bệnh đậu mùa khi đang lưu vong tại Akhaltsikhe.
- Solomon II (tại vị:1789-1790, phục vị:1790, tái phục vị:1794-1810)

Năm 1790, Solomon II bị người Thổ Nhĩ Kỳ đánh bại, đồng nghĩa với việc David II phục tịch. Nhưng cũng ngay trong năm đó, lực lượng trung thành với Solomon II đã đuổi được người Thổ Nhĩ Kỳ, giữ vững ngai vàng cho Solomon II. Năm 1794, Solomon II lại đánh tan David II trong khi ông này cố gắng giành giật quyền lực lần thứ ba, David II phải bỏ chạy và chết trên đường lưu vong.

## Công quốcMingrelia
- Giorgi III Dadiani (tại vị:1572-1573, phục vị:1578-1582)

Việc nắm giữ quyền lực của Giorgi III Dadiani ở Mingrelia năm 1572 đã thách thức bởi nhà cai trị láng giềng, Giorgi Gurieli (công tước Guria) và em trai của ông, Mamia IV Dadiani. Năm 1573, họ đã thành công trong việc lật đổ Giorgi III Dadiani, ông chỉ có thể nối lại ngai vàng thông qua sự can thiệp từ phía vua George II của Imereti với cái giá là nhượng bộ về lãnh thổ và tài chính vào năm 1578.
- Mamia IV Dadiani (tại vị:1573-1578, phục vị:1582-1590)

Năm 1678, Mamia IV Dadiani bị đánh bật khỏi ngai vàng, anh trai ông là Giorgi III Dadiani được vua George II của Imereti giúp sức đã trở lại. Năm 1682, Giorgi III Dadiani qua đời, Mamia IV Dadiani lên ngôi lần thứ hai trong hòa bình nhờ sự hòa giải với anh trai từ lần mất ngôi trước.

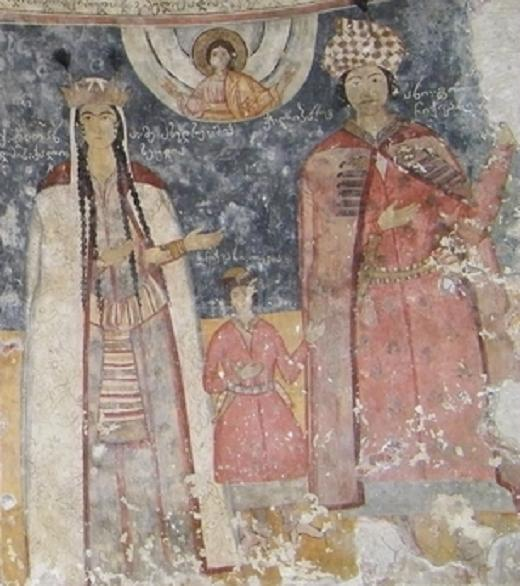
Giorgi IV Dadiani

- Giorgi IV Dadiani (tại vị:1691-1704, phục vị:1710-1715)

Năm 1704, Giorgi IV Dadiani quyết định thoái vị, ông ủng hộ con trai lớn của vợ cũ Mikeladze, Katsia I Dadiani lên ngôi. Tuy đã lui về an dưỡng tại Salipartiano, nhưng Giorgi IV Dadiani vẫn là người có ảnh hưởng lớn trong suốt thời kỳ Katsia I Dadiani tại vị cho đến năm 1709. Sau đó Giorgi IV Dadiani bị Katsia I Dadiani trục xuất, lý do vì ông đã ly dị mẹ của Katsia I Dadiani, buộc Giorgi IV Dadiani phải chạy đến Abkhazia. Đến năm 1710, Katsia I Dadiani đột ngột từ trần, Giorgi IV Dadiani quay trở lại làm vua lần thứ hai, nhưng quyền lực được đổi mới của ông lại bị người con trai thứ hai Bezhan Dadiani thách thức. Giorgi IV Dadiani đã bị phế truất một lần nữa vào năm 1715, Bezhan Dadiani bước lên ngai vàng nhờ sự hỗ trợ từ phía vua George VII của Imereti, Giorgi IV Dadiani bị Bezhan Dadiani giam giữ để quản thúc tại gia cho đến lúc ông mất vào cuối năm đó.
- Grigol Dadiani (tại vị:1788-1791, phục vị:1794-1802, tái phục vị:1802-1804)

Năm 1791, Solomon II của Imereti đã thành công trong việc lật đổ Grigol Dadiani để ủng hộ người em trai của Grigol Dadiani, Manuchar II Dadiani lên ngôi. Grigol Dadiani chạy đến Eyalet (công quốc Gruzia duy nhất vĩnh viễn trở thành một tỉnh Ottoman với tư cách là thị trấn của Cildir), phiên hòa giải của vua Heraclius II đã thất bại và Grigol Dadiani đã bị giam giữ khi ông đến đàm phán tại Kutaisi, thủ đô của Imereti. Grigol Dadiani sớm trốn thoát được với sự giúp đỡ của chú mình, Giorgi Dadiani và Kaikhosro Gelovani (tổng đốc của Lechkhumi, ông cố thủ trong pháo đài Nogi ở Mingrelia, nơi Solomon II đã thất bại và trở về Kutaisi. Năm 1792, nỗ lực trở lại của Grigol Dadiani đã bị phá vỡ khi đồng minh mới của ông David II, người yêu sách vương miện Imereti, bị đánh bại bởi Solomon II và Manuchar II gần quân tiếp viện Abkhaz của Kutaisi, do vậy ông bị bỏ rơi. Grigol Dadiani sau đó đã tìm thấy sự hỗ trợ ở quận Lechkhumi và chống lại thành công Solomon và Manuchar II trong thành trì của mình tại Nogi, Manuchar II cuối cùng đã bị lật đổ khỏi Mingrelia và trốn sang Abkhazia vào năm 1793, nhưng Grigol Dadiani đã có thể mua lòng trung thành của nhà cai trị Abkhaz Kelesh Bey bằng cách trao cho ông pháo đài Anaklia. Có một người yêu sách khác ở Mingrelia trong những năm này, đó chính là Tariel Dadiani, em trai của Grigol Dadiani và Manuchar II, Solomon II lợi dụng những mâu thuẫn giữa anh em họ, ông ta đã nhanh chóng cài đặt Tariel Dadiani làm công tước Mingrelia, nhưng chỉ được một thời gian ngắn thì Grigol Dadiani lại thắng thế vào năm 1794. Với cuộc tấn công đổi mới của Solomon II ở Mingrelia vào năm 1802, Grigol Dadiani một lần nữa bị phế truất và thay thế bởi Tariel Dadiani, nhưng thành công cũng tồn tại trong thời gian quá ngắn ngủi, Grigol Dadiani đã có thể tiếp tục nhiệm kỳ của mình và được đặt vào năm 1804 tại Mingrelia dưới sự bảo vệ của đế quốc Nga.
- Tariel Dadiani (tại vị:1793-1794, phục vị:1802)

Năm 1794, Tariel Dadiani thua to trong cuộc tranh giành ngôi báu với anh trai Grigol Dadiani, ông phải đào tẩu sang Thổ Nhĩ Kỳ. Năm 1802, Tariel Dadiani theo chân người Thổ quay lại Mingrelia, nhưng chưa đâu vào đâu đã bị Grigol Dadiani trục xuất lần thứ hai, sở dĩ có thắng lợi này bởi đằng sau Grigol Dadiani có đế quốc Nga hùng mạnh làm chỗ dựa.

## Công quốcGuria
- George II Gurieli (tại vị:1564-1583, phục vị:1587-1600)

Năm 1582, Giorgi Dadiani, kẻ thù cũ của George II Gurieli qua đời và ngai vàng của công quốc Mingrelia đã được anh trai Mamia IV Dadiani nối tiếp. Mamia IV Dadiani đã thuyết phục George II Gurieli bắt giữ và tống giam cháu trai của ông ta, tiếp đến Mamia IV Dadiani khai thác cái chết của đứa cháu trong một tai nạn mất đoàn kết như một cái cớ để tấn công Guria vào năm 1583. George II Gurieli đã bị đánh bại và thay thế bằng người anh rể của ông, Vakhtang I Gurieli, một trong những nhà tài trợ của Tu viện Shemokmedi (nhà thờ chính của Guria). George II Gurieli chạy trốn sang đế quốc Ottoman, ông lưu trú tại thị trấn Gonio trong thủ đô Constantinople, ở đây ông kêu gọi người Thổ giúp đỡ. Năm 1587, cái chết của Vakhtang I Gurieli đã mở ra cơ hội lớn, George II Gurieli đã thành công trong việc nối lại sự cai trị của mình, tất nhiên đằng sau ông là lực lượng hùng hậu của đế quốc Thỗ Nhĩ Kỳ.
- Malakia Gurieli (tại vị:1684-1685, phục vị:1689)

Năm 1684, Giorgi III Gurieli bị giết trong trận chiến Rokiti chống lại vua Alexander IV của Imereti, người em trai Malakia Gurieli được đặt làm người kế vị bởi vị vua chiến thắng, con trai Giorgi III Gurieli là Kaikhosro II Gurieli bị lưu đày sang Akhaltsikhe. Năm 1685, Kaikhosro II Gurieli trở về từ nơi lưu đày ở Akhaltsikhe với quân đội do Yusuf Pasha của Akhaltsikhe cung cấp, Malakia Gurieli bị truất ngôi, ông cũng chạy sang Akhaltsikhe. Yusuf Pasha đã cố gắng hòa giải giữa hai chú cháu, nhưng Kaikhosro II Gurieli dứt khoát từ bỏ lời hứa sẽ không làm hại Malakia Gurieli, ông ta khiến chú của mình bị chọc mù mắt. Điều này đã xúc phạm Yusuf Pasha, ông này cho thực hiện việc ám sát Kaikhosro II Gurieli vào năm 1689, Malakia Gurieli được phục hồi làm công tước Guria, nhưng sự cai trị của ông không kéo dài lâu. Người dân Guria coi Malakia Gurieli là kẻ bất tài, họ đã mua chuộc Yusuf Pasha của Akhaltsikhe, bảo đảm sự ủng hộ của vị vua này trong việc hạ bệ Malakia Gurieli để ủng hộ một cháu trai khác của ông ta, Mamia III Gurieli.

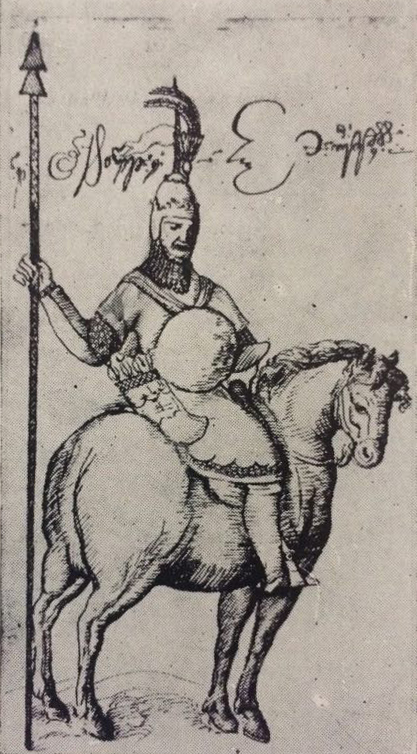
Mamia III Gurieli

- Mamia III Gurieli (tại vị:1689-1711, phục vị:1712-1714)

Năm 1711, Mamia III Gurieli lên làm vua tại Imereti, điều này có được là do sự ủng hộ của các quý tộc Mingrelie, Công tước xứ Ratcha và Letchkhumi. Con trai ông, George IV Gurieli tiếp quản công quốc Guria, nhưng chỉ một năm sau Mamia III Gurieli đã bật bãi khỏi Imereti nên phải quay lại bản quốc, George IV Gurieli trả ngôi vị cho cha.
- George IV Gurieli (tại vị:1711-1712, phục vị:1714-1716, tái phục vị:1716-1720, hựu tái phục vị:1720-1726)

Năm 1712, George IV Gurieli từ nhiệm vị trí quân chủ bởi vua cha Mamia III Gurieli thất thế ở Imereti, ông chủ động hoàn vị cho cha. Năm 1714, Mamia III Gurieli đột ngột băng hà, George IV Gurieli lên làm công tước lần thứ hai. George IV Gurieli phải đối mặt với một cuộc đảo chính được thiết kế bởi chính mẹ của ông, Elene, với sự xúi giục của: Dadiani, Abashidze, và công tước Racha đã can thiệp với quân đội của họ để trục xuất George IV Gurieli rồi thay thế ông bằng người em trai Kaikhosro III Gurieli. George IV Gurieli chạy trốn đến Akhlatsikhe, sau đó chuyển đến Erzurum, với quân đội được cung cấp bởi pasha địa phương, ông đã nhanh chóng tái chiếm Guria, buộc mẹ và người anh em của mình phải lưu vong. Nhưng các quý tộc hàng đầu của Guria như: Eristavi và Bezhan Nakashidze đã không chào đón sự trở lại của George IV Gurieli, và viện trợ quân sự của Bezhan Dadian để khiến George IV Gurieli phải dời đến Batumi, sự kiện trên diễn ra vào năm 1720. Dadiani cướp phá Guria, khi họ rời đi, George IV Gurieli đã có thể tiếp tục triều đại của mình bằng biện pháp làm hòa với Dadiani.
- Mamia IV Gurieli (tại vị:1726–1756, phục vị:1758–1765, tái phục vị:1771–1776)

Năm 1756, Mamia IV Gurieli bị hạ bệ, người thực hiện cuộc thay bậc đổi ngôi này là Solomon I của Imereti, đó là hệ quả của sự thù địch bởi việc tham gia của ông vào một cuộc đảo chính cuối cùng không thành công chống lại Solomon I từ năm 1752 ở Imereti. Solomon I ủng hộ Giorgi V Gurieli, em trai Mamia IV Gurieli bước lên ngôi báu, vấn đề này còn có đế quốc Thổ Nhĩ Kỳ hậu thuẫn. Mamia IV Gurieli trốn đến vùng núi Racha và cuối cùng vượt qua miền đông Georgia để thu hút sự ủng hộ từ vị vua nổi dậy Heraclius II của Kakheti, nhờ sự can thiệp của Heraclius II, Mamia IV Gurieli đã giành được sự ưu ái với pasha của Ottoman Akhaltsikhe, do vậy ông được phục hồi ở Guria vào năm 1758. Ông đã hòa giải với Solomon I và tham gia vào cuộc đấu tranh chống lại sự xâm lấn và buôn bán nô lệ của Ottoman, Giorgi V Gurieli bị truất ngôi. Năm 1765, Hasan Pasha ở Akhaltsikhe, đáp lại sự tham gia của Mamia IV Gurieli vào những nỗ lực chống Ottoman của Solomon I, đã phục hồi Giorgi V Gurieli ở Guria. Năm 1770, Solomon I đã lợi dụng cuộc chiến tranh Nga-Thổ Nhĩ Kỳ vào năm 1767, tiến quân vào Guria, đánh bại một lực lượng Ottoman diễu hành từ Batumi đến Imereti, kết thúc bằng sự kiện năm 1771, lật đổ Giorgi V Gurieli để ủng hộ Mamia IV Gurieli đăng cơ lần thứ ba.
- Giorgi V Gurieli (tại vị:1756–1758, phục vị:1765–1771, tái phục vị:1776–1788)

Năm 1758, Giorgi V Gurieli mất ngôi, người anh trai ông Mamia IV Gurieli trở lại ngai vàng. Năm 1765, Giorgi V Gurieli giành lại ngôi vị, ông được hỗ trợ bởi Hasan Pasha ở Akhaltsikhe. Năm 1771, Giorgi V Gurieli lại mất ngôi, Solomon I lợi dụng chiến tranh Nga-Thổ để đưa quân can thiệp vào nội bộ công quốc Guria để đưa Mamia IV Gurieli phục tích. Mãi đến năm 1776, Giorgi V Gurieli khai thác mối quan hệ ngày càng xấu đi giữa Solomon I và Mamia IV Gurieli, đã tổ chức một cuộc đảo chính chống lại anh trai mình, ông đã thành công để một lần nữa nắm quyền lực tại Guria, tiếp đó ông làm hòa với Solomon I do đó ổn định được vị trí của mình cho đến hết đời.